# Berta Riaza Gómez
Berta Riaza Gómez (Madrid, 27 de juliol de 1927) és una actriu espanyola que va desenvolupar una excel·lent carrera teatral i televisiva, amb incursions puntuals en el mitjà cinematogràfic, entre els anys 1947 i 2003, prenent part en obres clàssiques i contemporànies dels principals autors universals.

## Biografia

### Teatre
La seva carrera artística, dedicada principalment al teatre, s'inicia a la fi de la dècada de 1940, ingressant com a meritòria en la Companyia del Teatro María Guerrero. Debuta sobre l'escenari amb l'obra Historia de una casa, de Joaquín Calvo Sotelo. Roman en la Companyia durant cinc anys i treballa a les ordres de Luis Escobar, Humberto Pérez de la Ossa i Alfredo Marqueríe, estrenant, entre d'altres, Alberto (1949), de José López Rubio i En la ardiente oscuridad (1951), d'Antonio Buero Vallejo.
Posteriorment passaria per les companyies de Antonio Vico i Carmen Carbonell, la Companyia Lope de Vega, recalant finalment al Teatro Español, on té ocasió d'interpretar el Tenorio, de Zorrilla en 1959. Paral·lelament, participa en diverses ocasions en el Festival de Teatre Clàssic de Mèrida: La Orestiada (1959), de Esquilo, Edipo rey (1960), de Sòfocles, El cerco de Numancia (1961), de Miguel de Cervantes, Retablo jovial (1967), d'Alejandro Casona i La Orestíada (1990), d'Esquil.
En les dècades dels setanta i vuitanta compagina actuacions al Centre Dramàtic Nacional, el Teatre de la Comedia i el Festival de Teatre Clàssic de Mèrida, destacant Las tres hermanas (1973), d'Anton Txèkhov, Las cítaras colgadas de los árboles (1974), d'Antonio Gala, Las bicicletas son para el verano (1982), de Fernando Fernán Gómez, Todos eran mis hijos (1988), d'Arthur Miller, amb Agustín González ‘ El yermo de las almas (1996), de Valle-Inclán.
En 1997 va celebrar els seus cinquanta anys en l'escena representant L'avar, de Molière, al costat de Rafael Álvarez "El Brujo". La seva intensa activitat professional a penes disminueix en els anys següents. En 2004 confirma la seva retirada dels escenaris, sent considerada una actriu de referència en el mitjà teatral.

### Cinema
Les seves actuacions en la pantalla gran han estat molt esporàdiques. Debuta en 1959, a les ordres de José Luis Sáenz de Heredia en la pel·lícula Diez fusiles esperan. No torna a posar-se davant una càmera fins al cap de deu anys, a Los escondites. Als vuitanta roda Entre tinieblas (1983), de Pedro Almodóvar, donant vida a la Madre General; Luces de bohemia (1985), de Miguel Ángel Díez, amb Paco Rabal i El placer de matar (1988), de Félix Rotaeta, amb Antonio Banderas. La seva última incursió cinematogràfica es remunta a 2000, amb el curtmetratge El Puzle, de Belén Macías.

### Televisió
Enfront de la seva escassa presència en la pantalla gran, s'ha prodigat amb profusió en televisió, especialment en els espais dramàtics, interpretant desenes de personatges en les adaptacions de teatre per a la pantalla petita realitzades per TVE sobretot en els anys seixanta i setanta. En 1980 intervé en l'adaptació Fortunata y Jacinta a càrrec de Mario Camus.

## Premis
- Premio Nacional de Teatro (1992)
- Premi Unión de Actores a la millor interpretació secundària de teatre (1995)
- Premi Unión de Actores a Tota una vida (1997)
- Medalla d'Or al Mèrit en les Belles Arts (2007)

## Trajectòria en teatre
- Historias de una casa (1949), de Joaquín Calvo Sotelo.
- Fuego inmortal (1949), de Luis Castillo.
- Alberto (1949), de Jose López Rubio.[10]
- Don Juan Tenorio (1949), de José Zorrilla.
- La celda (1949), de Marcel Moloudji.
- La casa de Bernarda Alba (1950), de Federico García Lorca.[11]
- La cruz del alba (1950), de Josep Maria de Sagarra.
- En la ardiente oscuridad (1950), d'Antonio Buero Vallejo.[12]
- El calendario que perdió siete días (1950), d'Enrique Suárez de Deza.
- Barriada (1950), de Julio Alejandro.
- La heredera (1951), de Ruth i Augustus Goetz.
- Buenas Noches (1952), de María Isabel Suárez de Deza.
- La plaza de Berkeley (1952)
- Coktail Party (1952)
- El hospital de los locos (1952), de José de Valdivielso.
- Un día de abril (1952), de Doddie Smith.
- Chocolate a la española (1953), de Julia Maura.
- La mosca de Otelo (1953), d'Alfayate i Suriano de Andía.
- Servir (1953), de Jacinto Benavente.
- Euridice (1954), de Jean Anouilh.[13]
- La culpa es tuya (1954), de Jacinto Benavente.
- Marianela (1954), de Benito Pérez Galdós.
- El pobrecito embustero (1954), de Víctor Ruiz Iriarte.
- Diálogos de Carmelitas (1954), de George Bernanos.[14]
- Fuenteovejuna (1955), de Lope de Vega.
- La luna es azul (1955), de Hugh Herbert.
- La cocina de los ángeles (1955)
- Los melindres de Belisa (1956), de Lope de Vega.
- Antígona (1956), de Jean Anouilh
- La novia del espacio (1956), de Jose López Rubio.[15]
- Las brujas de Salem (1957), d'Arthur Miller.[16]
- El diario de Ana Frank (1957)
- El bufón de Hamlet (1958), de Jacinto Benavente.
- La Celestina (1958), de Fernando de Rojas.
- La Orestíada (1959), d'Esquil.
- Don Juan Tenorio (1959), de José Zorrilla.
- Seis personajes en busca de un autor (1959), de Luigi Pirandello.
- Edipo Rey (1960), de Sòfocles.
- Los intereses creados (1960), de Jacinto Benavente.
- La casa de té de la luna de agosto (1960), de John Patrick.
- El baile de los ladrones (1960), de Jean Anouilh.[17]
- El jardín de los cerezos (1960), de Txèkhov.
- El cerco de Numancia (1961), de Cervantes.
- El zoo de cristal (1961), de Tennessee Williams.
- El charlatán (1962), de Ricardo Rodríguez Buded.
- Todos eran mis hijos (1963), d'Arthur Miller.[18]
- La casa sobre el agua (1964), d'Ugo Betti.
- Nuestros ángeles (1964) de Joaquín Calvo Sotelo.
- Blanca por fuera y rosa por dentro (1964), d'Enrique Jardiel Poncela.
- Historia en Irkutsk (1966), d'Aleksei Arbuzov.
- Anfitrión (1966), de Plaute.
- Madre Coraje y sus hijos (1966), de Bertolt Brecht.
- El rey Lear (1967), de William Shakespeare.
- Retablo jovial (1967), d'Alejandro Casona.
- El rufián Castrucho (1968), de Lope de Vega.[19]
- Las mocedades del Cid (1968), de Guillén de Castro[20]
- Numancia (1968), de Cervantes.
- Las mujeres sabias (1969), de Molière.
- Medida por medida (1969), de William Shakespeare.
- Andorra (1971), de Max Frisch.
- La muerte de Dantón (1972), de George Buchner
- Las tres hermanas (1973), d'Antón Txèkhov
- Las cítaras colgadas de los árboles (1974), d'Antonio Gala.
- Las hermanas de Bufalo Bill (1974), de Martínez Medeiro.
- Cementerio de automóviles (1977), de Fernando Arrabal
- El padre (1978), d'August Strindberg.[21]
- Retrato de dama con perrito (1979), de Luis Riaza.
- Veraneantes (1979), de Máximo Gorky.
- Macbeth (1980), de William Shakespeare.[22]
- Motín de brujas (1980), de Josep Maria Benet.
- El engañao (1981), de José Martín Recuerda.[23]
- Las bicicletas son para el verano (1982), de Fernando Fernán Gómez
- El jardín de los cerezos (1986), de Txèkhov[24]
- Madame de Sade (1987), d'Yukio Mishima.
- Todos eran mis hijos (1988), d'Arthur Miller.
- Hamlet (1989), de William Shakespeare.
- La Orestíada (1990), d'Esquil.
- Comedias bárbaras (1992), de Valle-Inclán.
- Las Troyanas (1994), de Eurípides.
- La discreta enamorada (1995), de Lope de Vega.
- El yermo de las almas (1996), de Valle-Inclán.
- El avaro (1997), de Molière.
- Las mujeres sabias (1999), de Molière.
- Tío Vania (2002), de Txèkhov.
- Wit (2003) de Margaret Edson.

## Trajectòria en televisió
- Función de noche 
  - La discreta enamorada (17 de juliol de 1996)
- El jardín de Venus
  - Serafina (13 de desembre de 1983)
- Fortunata y Jacinta (1980)
- Estudio 1
  - Las amargas lágrimas de Petra von Kant (30 de gener de 2001)
  - Un mes en el campo (21 de novembre de 1967)
  - Mesas separadas (28 de novembre de 1967)
  - La heredera (22 d'octubre de 1968)
  - La dama boba (1 de gener de 1969)
  - Dulcinea (15 de abril de 1969)
  - Hoy es fiesta (12 de març de 1970)
  - Las tres hermanas (14 de maig de 1970)
  - Retablo de Santa Teresa (16 d'octubre de 1970)
  - La muerte de un viajante (10 de novembre de 1972)
  - Las brujas de Salem (11 de mayo de 1973)
  - Pleito familiar (9 de juny de 1975)
- El Teatro
  - Dama Inger de Ostraat (9 de desembre de 1974)
- Hora once
  - Noches florentinas (22 de març de 1971)
- Teatro de misterio 
  - Luz de gas (3 d'agost de 1970)
- Cuentos y leyendas
  - Soledad (18 de desembre de 1968)
  - Poesía de amor y muerte (13 de febrer de 1976)
- Teatro de siempre
  - Peribáñez y el Comendador de Ocaña (26 de gener de 1967)
  - Casa de muñecas (5 de gener de 1968)
  - El rey se muere (29 de març de 1968)
  - La marquesa Rosalinda (3 d'octubre de 1968)
- Novela
  - La soltera rebelde (19 de juliol de 1965)
  - Los papeles de Aspern (2 de gener de 1967)